# Amédée Nagapen
Mgr Amédée Nagapen, né le 23 octobre 1930, mort le 16 juin 2012, est un ecclésiastique catholique et historien mauricien.

## Carrière
Formé en France au séminaire de La Croix-Valmer, il est ordonné prêtre en 1955. De 1967 à 1969, il complète sa formation par des études en sciences sociales à l'université Saint-Francis-Xavier d'Antigonish au Canada.
Vicaire général du diocèse de Port-Louis, il est prélat de Sa Sainteté et vice-postulateur de la cause de béatification de Mère Marie-Magdeleine de la Croix.
En 1991, il est élu membre associé de l'Académie des sciences d'outre-mer.